# Elisa Bailly de Vilmorin
Elisa Bailly de Vilmorin, anche nota come Élisa de Vilmorin, (Parigi, 3 maggio 1826 – Verrières-le-Buisson, 3 agosto 1868) è stata una botanica, imprenditrice e agronoma francese.

## Biografia
Elisa Bailly era figlia di Etienne Bailly, che fu sindaco di Château-Renard e consigliere generale del dipartimento del Loiret tra il 1836 e il 1848. Era nipote di Philippe-Xavier Leschevin de Précour (1771-1814), membro di varie società scientifiche e autore di alcune opere sulla Francia dell'inizio del XIX secolo. Nel 1842 sposò Louis de Vilmorin (1816-1860), anche lui botanico.
Fu l'autrice (non accreditata) di alcune ricerche sulle fragole. Diresse la ditta sementiera della famiglia Vilmorin tra il 1860, anno della morte di suo marito, e il 1866, quando passò il compito al figlio Henry. È inoltre stata la prima donna ad essere ammessa alla Société botanique de France, e nel 1866 fu socia fondatrice della Société Scientifique d'Arcachon, città nella quale si era trasferita per ragioni di salute. Fu anche un'artista piuttosto abile.
Ha descritto 141 taxa vegetali tra i quali numerose specie di Paeonia. L'abbreviazione standard "E.Vilm." la indica come autrice quando si cita uno dei taxa che ha descritto. 

### Eponimi
Il nome di vari taxa ricorda Elisa de Vilmorin:
- (Asteraceae) Tithonia vilmoriniana Pamp.[7]
- (Cornaceae) Davidia vilmoriniana Dode[8]
- (Ericaceae) Erica vilmoriniana Hort. ex Carrière[9]
- (Fagaceae) Castanea vilmoriniana Dode[10]
- (Juglandaceae) Juglans × vilmoriniana Hort. Lavallee ex E.Vilm.[11]
- (Oleaceae) Phillyrea vilmoriniana Boiss. & Balansa ex Boiss.[12]
- (Primulaceae) Primula vilmoriniana Petitm. & Hand.-Mazz.[13]
- (Rosaceae) Chaenomeles × vilmoriniana C.Weber[14]
- (Saxifragaceae) Saxifraga vilmoriniana Engl. & Irmsch.[15]
- (Simaroubaceae) Ailanthus vilmoriniana Dode[16]
- (Violaceae) Viola vilmoriniana Delacour & Mottet[17]

| E.Vilm. è l'abbreviazione standard utilizzata per le piante descritte da Elisa Bailly de Vilmorin. Consulta l'elenco delle piante assegnate a questo autore dall'IPNI. |